# Цовкра-2
Цовкра-2 (вариант Цовкра 2-я) — село в Кулинском районе Дагестана
Образует сельское поселение — село Цовкра-2 как единственный населённый пункт в его составе.

## Географическое положение
Расположено в 6 км к юго-западу от районного центра села Вачи, на левом берегу реки Кунних.
Имеется грунтовая дорога до села Кули.

## История
В 1944 году часть населения села переселена в Новолакский район. Позже в село переселяют жителей села Джахпаралмащи.

## Население
| 1895 | 1926 | 1939 | 1959 | 1970 | 1989 | 2002 |
| ---- | ---- | ---- | ---- | ---- | ---- | ---- |
| 486  | ↘353 | ↗436 | ↗528 | ↗692 | ↘513 | ↘341 |
| 2010 | 2012 | 2013 | 2014 | 2015 | 2016 | 2017 |
| ↗420 | ↘419 | ↘412 | ↘399 | ↘397 | ↘393 | ↘391 |
| 2018 | 2019 | 2020 | 2021 | 2023 | 2024 | 2025 |
| ↗399 | ↗405 | ↗409 | ↘393 | ↘384 | ↘383 | ↘379 |

## Известные жители
Махмудов, Ибрагим Махмудович (1923—2004) — Герой Социалистического Труда.
Абдулмажид Варисович Маграмов -  российский предприниматель, государственный и политический деятель, депутат Государственной Думы VII созыва. Член фракции «Единая Россия», член комитета Госдумы по международным делам, меценат. 